# Camille Pin
Camille Pin (Nizza, 25 agosto 1981) è un'ex tennista francese.

## Carriera
Raggiunse il suo best ranking in singolare l'8 gennaio 2007 con la 61ª posizione; nel doppio divenne, il 27 luglio 2009, la 81ª del ranking WTA.
In carriera, in singolare, vinse otto tornei del circuito ITF Women's Circuit; in altre sette occasioni raggiunse la finale uscendone però sconfitta. Nei tornei del grande slam, come migliori risultati, riuscì a raggiungere il secondo turno nell'Australian Open nel 2004, 2006 e 2008 e nell'US Open nel 2007. Nonostante la partecipazione ininterrotta dal 2001 al 2009 non è mai riuscita a superare il primo turno dell'Open di Francia.
In doppio, nel 2009, in coppia con la ceca Klára Zakopalová raggiunse la finale del Banka Koper Slovenia Open di Portorose venendo sconfitta dalla tedesca Julia Görges e dalla ceca Vladimíra Uhlířová con il punteggio di 4-6, 2-6. In carriera vinse due tornei dell'ITF Women's Circuit a Dinan ed a Zara.
Nell'US Open 2007 raggiunse il suo migliore risultato in doppio nei tornei del grande slam con il terzo turno in coppia con la connazionale Stéphanie Foretz Gacon; furono le statunitensi Raquel Kops-Jones e Abigail Spears a superarle in due set 6-4, 7-6.
Nel primo turno dell'Australian Open 2007 dopo aver recuperato uno svanaggio di 0-5, 0-30 nel terzo set alla testa di serie numero uno Marija Šarapova ed essersi trovata a due punti dal match, venne ugualmente sconfitta con il punteggio finale di 3-6, 6-4, 7-9.
Il 28 maggio 2010 annuncia il suo ritiro dal tennis professionistico.

## Statistiche

### Tornei WTA

#### Doppio

##### Finali perse (1)
| Grande Slam (0)       |                       |
| WTA Championships (0) |                       |
| Prima del 2009        | Dal 2009              |
| Tier I (0)            | Premier Mandatory (0) |
| Tier II (0)           | Premier 5 (0)         |
| Tier III (0)          | Premier (0)           |
| Tier IV (0)           | International (1)     |

| Numero | Data           | Torneo                               | Superficie | Compagna         | Avversarie in finale            | Punteggio |
| 1.     | 20 luglio 2009 | Banka Koper Slovenia Open, Portorose | Cemento    | Klára Zakopalová | Julia Görges Vladimíra Uhlířová | 4-6, 2-6  |

### Tornei minori

#### Singolare

##### Vittorie (8)
| Torneo 100 000 $ (0) |
| Torneo 75 000 $ (0)  |
| Torneo 50 000 $ (4)  |
| Torneo 25 000 $ (3)  |
| Torneo 10 000 $ (1)  |

| Numero | Data             | Torneo                                             | Superficie  | Avversaria in finale      | Punteggio     |
| 1.     | 21 febbraio 2000 | ITF Women's Circuit Vilamoura, Vilamoura           | Cemento     | Marina Samoilenko         | 6–0, 6-2      |
| 2.     | 14 ottobre 2002  | ITF Women's Circuit Joué-lès-Tours, Joué-lès-Tours | Cemento (i) | Mara Santangelo           | 2-6, 6–3, 6-0 |
| 3.     | 20 ottobre 2002  | ITF Women's Circuit Saint-Raphaël, Saint-Raphaël   | Cemento (i) | Séverine Brémond Beltrame | 6–3, 7-5      |
| 4.     | 19 ottobre 2003  | ITF Women's Circuit Saint-Raphaël, Saint-Raphaël   | Cemento (i) | Maret Ani                 | 6–2, 6-2      |
| 5.     | 27 luglio 2004   | ITF Women's Circuit Lexington, Lexington           | Cemento     | Jeon Mi-ra                | 7-5, 6-3      |
| 6.     | 4 luglio 2005    | ITF Women's Circuit College Park, College Park     | Cemento     | Ashley Harkleroad         | 2-6, 6-2, 6-3 |
| 7.     | 25 luglio 2006   | ITF Women's Circuit Lexington, Lexington           | Cemento     | Abigail Spears            | 7-5, 7-5      |
| 8.     | 3 marzo 2008     | ITF Women's Circuit Las Vegas, Las Vegas           | Cemento     | Asia Muhammad             | 6-4, 6-1      |

##### Finali perse (7)
| Numero | Data             | Torneo                                         | Superficie      | Avversaria in finale | Punteggio     |
| 1.     | 14 febbraio 2000 | ITF Women's Circuit Faro, Faro                 | Cemento         | Zuzana Váleková      | 4-6, 3–6      |
| 2.     | 1º maggio 2000   | ITF Women's Circuit Hatfield, Hatfield         | Terra rossa     | Dragana Zarić        | 6(4)–7, 4–6   |
| 3.     | 19 marzo 2001    | ITF Women's Circuit La Canada, La Cañada       | Cemento         | Cindy Watson         | 1-6, 3–6      |
| 4.     | 19 marzo 2001    | ITF Women's Circuit Deauville, Deauville       | Terra rossa (i) | Eva Birnerová        | 4-6, 3–6      |
| 5.     | 16 agosto 2005   | ITF Women's Circuit Bronx, Bronx               | Cemento         | Sybille Bammer       | 6-3, 4-6, 4–6 |
| 6.     | 3 luglio 2006    | ITF Women's Circuit College Park, College Park | Cemento         | Varvara Lepchenko    | 3-6, 5–7      |
| 7.     | 1º agosto 2006   | ITF Women's Circuit Washington, Washington     | Cemento         | Tzipora Obziler      | 7-5, 2–5R     |

#### Doppio

##### Vittorie (2)
| Torneo 100 000 $ (0) |
| Torneo 75 000 $ (0)  |
| Torneo 50 000 $ (0)  |
| Torneo 25 000 $ (0)  |
| Torneo 10 000 $ (2)  |

| Numero | Data             | Torneo                           | Superficie      | Compagna     | Avversaria in finale                    | Punteggio      |
| 1.     | 26 gennaio 1998  | ITF Women's Circuit Dinan, Dinan | Terra rossa (i) | Aurélie Védy | Tathiana Garbin Oana-Elena Golimbioschi | Walkover       |
| 2.     | 7 settembre 1998 | ITF Women's Circuit Zadar, Zara  | Terra rossa     | Ivana Visic  | Libuše Průšová Anna Bielen-Zarska       | 7–6(3), 7–6(4) |

##### Finali perse (1)
| Numero | Data            | Torneo                                           | Superficie  | Compagna  | Avversaria in finale              | Punteggio |
| 1.     | 19 ottobre 2003 | ITF Women's Circuit Saint-Raphaël, Saint-Raphaël | Cemento (i) | Maret Ani | Mervana Jugić-Salkić Darija Jurak | 2-6, 1-6  |

### Risultati in progressione
| Sigla | Risultato               |
| ----- | ----------------------- |
| V     | Vincitore               |
| F     | Finalista               |
| SF    | Semifinalista           |
| O     | Oro olimpico            |
| A     | Argento olimpico        |
| SF    | Bronzo olimpico         |
| QF    | Quarti di Finale        |
| 4T    | Quarto turno            |
| 3T    | Terzo turno             |
| 2T    | Secondo turno           |
| 1T    | Primo turno             |
| RR    | Round Robin             |
| LQ    | Turno di qualificazione |
| A     | Assente                 |
| ND    | Non disputato           |

| Legenda superfici    |
| -------------------- |
| Cemento              |
| Terra battuta        |
| Erba                 |
| Superficie variabile |

#### Singolare nei tornei del Grande Slam
| Torneo          | 2001 | 2002 | 2003 | 2004 | 2005 | 2006 | 2007 | 2008 | 2009 | 2010 |
| --------------- | ---- | ---- | ---- | ---- | ---- | ---- | ---- | ---- | ---- | ---- |
| Australian Open | A    | A    | 1T   | 2T   | 1T   | 2T   | 1T   | 2T   | 1T   | A    |
| Open di Francia | 1T   | 1T   | 1T   | 1T   | 1T   | 1T   | 1T   | 1T   | 1T   | A    |
| Wimbledon       | A    | A    | A    | A    | A    | 1T   | 1T   | 1T   | A    | A    |
| US Open         | A    | A    | A    | 1T   | 1T   | 1T   | 2T   | 1T   | 1T   | A    |

#### Doppio nei tornei del Grande Slam
| Torneo          | 2001 | 2002 | 2003 | 2004 | 2005 | 2006 | 2007 | 2008 | 2009 | 2010 |
| --------------- | ---- | ---- | ---- | ---- | ---- | ---- | ---- | ---- | ---- | ---- |
| Australian Open | A    | A    | A    | A    | A    | A    | 1T   | 1T   | 2T   | A    |
| Open di Francia | 1T   | A    | 1T   | 1T   | 1T   | 1T   | 2T   | 1T   | 1T   | 1T   |
| Wimbledon       | A    | A    | A    | A    | A    | A    | 1T   | 1T   | A    | A    |
| US Open         | A    | A    | A    | A    | A    | 1T   | 1T   | 3T   | 2T   | A    |

#### Doppio misto nei tornei del Grande Slam
| Torneo          | 2001 | 2002 | 2003 | 2004 | 2005 | 2006 | 2007 | 2008 | 2009 | 2010 |
| --------------- | ---- | ---- | ---- | ---- | ---- | ---- | ---- | ---- | ---- | ---- |
| Australian Open | A    | A    | A    | A    | A    | A    | A    | A    | A    | A    |
| Open di Francia | 1T   | 2T   | A    | 1T   | 1T   | A    | 1T   | 2T   | A    | A    |
| Wimbledon       | A    | A    | A    | A    | A    | A    | A    | A    | A    | A    |
| US Open         | A    | A    | A    | A    | A    | A    | A    | A    | A    | A    |